# Nikolaj Judenič
Nikolaj Nikolajevič Judenič (rusko Николай Николаевич Юденич, latinizirano: Nikolaj Nikolajevič Judenič), ruski general, * 30. julij 1862, Moskva, Ruski imperij, † 5. oktober 1933, Francija.
Judenič je bil med prvo svetovno vojno komandant Ruske imperialne armade in v ruski državljanski vojni po oktobrski revoluciji vodja protikomunističnega Belega gibanja v severozahodni Rusiji.

## Zgodnje življenje
Rojen je  bil v Moskvi,  kjer je bil njegov oče nižji sodni uradnik. Leta 1881 je diplomiral na Aleksandrovski vojaški akademiji in leta 1887 na Generalštabni akademiji. Najprej je od novembra 1889 do decembra 1890 služil v gardnem polku v Litvi. Januarja 1892 je bil premeščen v Turkestansko vojaško okrožje in aprila 1892 napredoval v podpolkovnika. Leta 1894 je bil član Pamirske odprave in leta 1896 povišan v polkovnika. Od 20. septembra 1900 je služil v štabu 1. turkestanske strelske brigade. 
Leta 1902 je bil imenovan za poveljnika 18. pehotnega polka, ki mu je poveljeval tudi med rusko-japonsko vojno leta 1904–1905. Med bitko pri Sandepuju je bil ranjen v roko, v bitki pri Mukdenu pa v vrat. Ob koncu vojne je bil povišan v generalmajorja. 
Od februarja 1907 je služil kot intendant generalštaba Kavkaškega vojaškega okrožja. Leta 1912 je bil povišan v generalpodpolkovnika in služil kot načelnik štaba v Kazanu in nato leta 1913 v Kavkaškem vojaškem okrožju. 

## Prva svetovna vojna
Na začetku prve svetovne vojne je bil Judenič imenovan za načelnika štaba ruske Kavkaške armade. Glavne operacije te armade so vključevale bitko pri Sarikamišu, v kateri so Rusi zmagali  nad Enverjem Pašo iz Osmanskega cesarstva. Januarja 1915 je bil Judenič povišan v generala pehote in zamenjal grofa Ilariona Ivanoviča Voroncova-Daškova kot poveljnika Kavkaške kampanje. Judenič je poskušal izkoristiti osmanski poraz z napadom na turško ozemlje, zlasti tisto okoli Vanskega jezera. Rusi so Van zavzeli maja 1915, vendar so bili dva meseca pozneje prisiljeni umakniti se iz mesta. Van je osmanska 3. armada znova zasedla avgusta  1915. 
Veliki knez Nikolaj je bil potem, ko je bil odstranjen iz poveljstva vseh ruskih armad, postavljen na čelo Kavkaza. Judeniču je dal proste roke in septembra so Rusi ponovno zavzeli Van in junija 1916 znova vzpostavili upravo za Zahodno Armenijo. Fronta se je naslednjih štirinajst mesecev pomikala naprej in  nazaj brez jasne zmage ene od strani. 
Leta 1916 je Judenič uspešno izvedel ofenzivo in zmagal v bitki pri Erzurumu in v Trebizondski kampanji. Poleti istega leta so se njegove sile borile v turškemu protinapadu, ki je dosegel vrhunec v bitki pri Erzincanu. V bojih je sodeloval tudi osmanski general Mustafa Kemal, kasnejši predsednik Turčije. Med bitko je bil Judenič odlikovan z Redom svetega Jurija 2. stopnje. Odlikovanje je bilo zadnje, ki je bilo podeljeno v Ruskem imperiju. 
Po februarski revoluciji je bil Judenič leta 1917 imenovan za poveljnika kavkaške fronte, vendar ga je ruska začasna vlada maja odstavila s poveljstva zaradi nepokorščine. Po neposrednem ukazu Aleksandra Fjodoroviča Kerenskega se je upokojil. Iz Tbilisija se je preselil v Petrograd, kjer je podprl državni udar generala Kornilova. 

## Bela armada
Po oktobrski revoluciji leta 1917 se je Judenič skril pred boljševiki in dobil zatočišče pri nekdanjem naredniku Litovske garde, ki je pod Judeničem služil v Pamirju. Januarja 1919 mu je uspelo pobegniti na Finsko. V Helsinkih se je pridružil Ruskemu komiteju, ustanovljenemu novembra 1918 kot opozicija boljševikom, in bil razglašen za voditelja belega gibanja v severozahodni Rusiji z absolutnimi pooblastili. Spomladi 1919 je obiskal Stockholm, kjer se je srečal z diplomatskimi predstavniki Velike Britanije, Francije in Združenih držav Amerike ter z omejenim uspehom poskušal pridobiti njihovo  pomoč pri razvoju ruskega prostovoljnega korpusa za boj proti boljševikom. 
Junija 1919 je vzpostavil stik z vserusko vlado admirala Aleksandra Kolčaka s sedežem v Omsku, ki ga je pozneje priznala za vrhovnega poveljnika vseh ruskih oboroženih sil, ki so delovale proti boljševikom ob Baltskem morju in v severozahodni Rusiji. Kolčak je zagotovil tudi prepotrebna sredstva za plačilo in opremljanje njegovih sil. Junija 1919 je Judenič odšel v Talin, da bi se srečal z generalom Aleksandrom Rodzjankom, poveljnikom bele ruske Severne armade, ki je napadla Petrograd, formalno pod estonskim vrhovnim poveljstvom. Judenič je Rodzjanka imenoval za svojega pomočnika. 
Avgusta 1919 je bil Judenič pod pritiskom britanske vlade, ki je ad hoc izdala pravno zavezujoče jamstvo za neodvisnost Estonije, prisiljen ustanoviti protirevolucionarno regionalno vlado severozahodne Rusije, ki je vključevala monarhiste, socialistične revolucionarje in manjševike. Judenič je služil kot vojni minister in naslednja dva meseca preživel v organiziranju in usposabljanju svoje vojske. Do septembra 1919 je imel dokaj dobro organizirano vojsko s približno 17.000 vojaki, 53 topovi in šestimi tanki. Tanke je dobavila Velika Britanija skupaj z njihovimi prostovoljnimi posadkami, ki so bile edina britanska kopenska enota, ki se je borila skupaj s Severozahodno armado.
V začetku oktobra 1919 je začel Judenič s svojo vojsko prodirati proti slabo branjenemu Petrogradu, saj je bila Rdeča armada takrat aktivno angažirana na več drugih frontah v bojih proti Kolčakovim silam v Sibiriji in več kozaškim vojskam v Ukrajini. General Karl Gustav Emil Mannerheim, Judeničev prijatelj iz ruske carske vojske, je prosil finskega predsednika Kaarla Juha Ståhlberga, naj se s finsko belo gardo pridruži Judeničevim silam v napadu na Petrograd. Judenič je bil v zameno pripravljen priznati neodvisnost Finske. Ker Kolčak, uradni poveljnik Bele armade, ni hotel priznati neodvisnosti Finske, je Stålhberg Mannerheimovo zahtevo zavrnil. Severozahodna armada je bila na splošno nacionalistična in patriotska in je kot taka zavračala etnični partikularizem in separatizem. Na splošno je verjela v združeno večnacionalno Rusijo in nasprotovala separatistom, ki so želeli ustvariti nacionalne države. 
12. oktobra 1919 so Beli ponovno zavzeli Kingisepp. Dva dni pozneje so se približali Gačini in 19. oktobra 1919 dosegli obrobje Petrograda. Belim ob tem ni uspelo zasesti vitalne železnice Moskva–Sankt Peterburg, kar je Revolucionarnemu vojaškemu svetu omogočilo, da je tja poslal obsežne okrepitve, da bi preprečile padec mesta. Judeničeva ofenziva je zastala in konec oktobra propadla. 7. in 15. Rdeča armada sta novembra potisnili Judeničevo vojsko nazaj v Estonijo. Zaradi nezaupanja do belih Rusov je estonsko vrhovno poveljstvo razorožilo in interniralo ostanke Severozahodne armade, ki se je umaknila na estonsko ozemlje. 3. januarja 1920 so boljševiki Estoniji obljubili priznati njeno neodvisnost, kar je bilo v nasprotju s stališčem Bele armade in Kolčakove vlade.
Med državljansko vojno je Judenič, tako kot mnogi drugi generali, tiskal svoj denar za plačilo svojih vojakov. Denar je bil tako ničvreden, da je podjetje za proizvodnjo čokolade iz Talina zaprosilo za dovoljenje, da uporablja bankovce za zavijanje svojih proizvodov.
28. januarja 1920 je general Stanisław Bułak-Bałachowicz z estonsko policijo aretiral Judeniča in več drugih častnikov, ki so poskušali pobegniti v Zahodno Evropo. Judenič je bil kasneje izpuščen iz zapora.

## Kasnejše življenje
Po izpustitvi iz zapora je Judenič odšel v izgnanstvo v Francijo. V preostalih 13 letih življenja ni imel nobene pomembne vloge v tamkajšnji skupnosti belih priseljencev. 
Umrl je  v Saint-Laurent-du-Varu blizu Nice na Azurni obali 5. oktobra 1933. 

## Odlikovanja
- Red svetega Stanislava 3. stopnje (1889)
- Red svete Ane 3. stopnje (1893)
- Red svetega Stanislava 2. stopnje (1895)
- Red svete Ane 2. stopnje (1900)
- Red svetega Vladimirja 4. stopnje (1904)
- Red svetega Vladimirja 3. stopnje z meči (1906)
- Red svetega Stanislava 1. stopnje z meči (1906)
- Zlati meč za hrabrost (1906)
- Red svete Ane 1. stopnje (1909)
- Red svetega Vladimirja 2. stopnje z meči (1913)
- Red svetega Jurija 4. stopnje (1916)
- Red svetega Jurija 3. stopnje (1916)
- Red svetega Jurija 2. stopnje (2. februar 1916)

## Vir
- Biography of Yudenich at First World War.com